# Porcellio silvestrii
Porcellio silvestrii es una especie de crustáceo isópodo terrestre de la familia Porcellionidae.

## Distribución geográfica
Son endémicos del noreste de la España peninsular.